# Jmenuji se po tátovi
Jmenuji se po tátovi je československá televizní inscenace z roku 1989, kterou podle scénáře Bohumily Zelenkové natočil Jaroslav Dudek.

## Děj
Matka studentky Jany Stropkové měla autonehodu, při které zemřela. Jana se snaží přijít na to, co se doopravdy stalo, neboť vysvětlení, že přehlédla dopravní značku, se jí zdá nedostatečné. Dopravní značka je umístěna viditelně. Proto pátrá mezi kolegy její matky. Od pátrání ji odrazuje její přítel. Jana zjistí, že se její matka, než došlo k nehodě, pohádala s inženýrem Najmanem, kterého vezla v autě, a z auta ho vyhodila. Pravděpodobně rozčilená přehlédla značku.

## Obsazení
| Tereza Brodská   | studentka Jana Stropková    |
| Jana Štěpánková  | Eva Stropková, Janina matka |
| Petr Pelzer      | Jan Stropek, Janin otec     |
| Viktor Maurer    | Vladimír Tišinka            |
| Lída Vostrčilová | matka Tišinková             |
| Bořivoj Navrátil | Ing. Petr Najman            |
| Gustav Bubník    | Marek Váňa, Janin přítel    |
| Eva Jiroušková   | sekretářka Eva Nováková     |
| Dalimil Klapka   | pojišťovák                  |
| Miloš Hlavica    | vedoucí autoopravny         |
| Jan Šváb         | příslušník VB               |